# 138e brigade de fusiliers motorisés de la Garde
Pour les articles homonymes, voir 138e brigade.
La 138e brigade de fusiliers motorisés de la Garde (russe : 138-я отдельная гвардейская мотострелковая бригада) est une brigade des Forces terrestres russes. Sa garnison permanente est située dans le village de Kamenka (oblast de Léningrad), dans le district militaire occidental. L'unité militaire n° 02511 comprend diverses composantes : défense aérienne, bataillon d'artillerie, bataillons d'infanterie mécanisée et de chars.

## 45edivision de fusiliers de la Garde
La brigade retrace son histoire jusqu'à la 45e division de fusiliers de la Garde de la Seconde Guerre mondiale. L'unité est formée à partir de la 70e division de fusiliers (ru) qui a combattu près de Leningrad, en Estonie et en Courlande. La division fait partie de la 6e armée de la garde du front de Léningrad en mai 1945. Le 25 juin 1957, la 45e division de fusiliers de la Garde devient la 45e division de fusiliers motorisés de la Garde. En décembre 1997, la 45e division « Krasnosel'skaya », Ordre de Lénine et du Drapeau rouge, nommé d'après A. A. Jdanov, devient la 138e brigade de fusiliers de la Garde.

## 138ebrigade de fusiliers de la Garde
En 1994-1995, une force du 129e régiment de fusiliers motorisés de la Garde équipée de 45 chars T-80 est déployée à Grozny.
La brigade est déployée pour des opérations pendant la Seconde guerre de Tchétchénie, au cours de laquelle, avec d'autres unités des forces terrestres russes, son personnel s'est illustré défavorablement. Une femme de 22 ans en Ingouchie a notamment été abattue par des soldats ivres de la brigade. Le déploiement d'un bataillon blindé de la brigade a apparemment été interrompu lorsque des soldats sont découverts en train de vendre de l'explosif du blindage réactif de leurs chars.
En mars 2010, le commandant du district militaire de Leningrad, le lieutenant général Nikolaï Bogdanovski, se penche sur les problèmes rencontrés avec le commandement et la violence régnant dans la 138e brigade: « ... nous n'avons pas réussi à respecter pleinement les règles liées à la discipline — en particulier au sein de la 138e brigade Kamenka, le commandant, le chef d'état-major et les assistants pour l'armement et les ressources humaines ont été licenciés en raison des événements qui s'y sont déroulés. Maintenant, la situation se normalise, nous essayons de ne pas répéter les erreurs du passé ».
La 45e division de fusiliers motorisés de la Garde est une formation distincte de la 45e division de fusiliers — qui n'était pas une unité de la Garde — prédécesseur de la 200e brigade de fusiliers motorisés du district, basée à Petchenga dans l'oblast de Mourmansk.
Selon l'article du journal finlandais Helsingin Sanomat, deux groupements tactiques d'environ 800 hommes de la brigade sont envoyés pour participer à l'invasion russe de l'Ukraine en 2022. Des sources de médias sociaux affirment que la brigade a combattu dans la bataille de Kharkiv. Les habitants de Kamenka (interrogés par le journal) affirment que la brigade a subi des pertes, une centaine de soldats auraient été blessés ; cependant, cette information ne sera pas vérifiée de manière indépendante. Le 20 mars 2022, l'Ukraine affirme que 10 militaires de la 138e brigade font l'objet d'une enquête pour avoir refusé de se battre et encouragé d'autres membres de l'unité à rentrer chez eux. Des éléments de la brigade sont mis en déroute lors de la bataille de Kharkiv, avant de se replier en Russie en vue d'un redéploiement.
La brigade est déployée sur le front lors de l'offensive de Kharkiv de 2024 dans les environs de Vovtchansk. Selon les Ukrainiens (au 16 mai 2024), la 138e brigade aurait subi 70 % de pertes en moins de deux semaines et aurait été rendue « inefficaces au combat ».

## Commandants
1. Major général Mikhaïl Malofeïev (21 novembre 1997 - 15 juillet 1999)
2. Major général Igor Tourchaniouk (5 août 1999 - 7 juillet 2000)
3. Colonel Baguir Youssouf oglu Fatoulaïev (en intérim du 8 juillet 2000 au 21 septembre 2000)
4. Major général Anatoli Elkine (22 septembre 2000 - 22 février 2002)
5. Major général Andreï Serdioukov (en intérim du 10 mars 2002, en poste du 11 juillet 2002 au 9 juin 2004)
6. Major général Vladimir Genrikhovitch Tsilko (22 juin 2004 - 14 juin 2005)
7. Colonel Alexandre Romanenko (14 juin 2005 - 24 avril 2008)
8. Colonel Vladimir Frolov (en intérim du 25 avril 2008 au 19 juin 2008)
9. Colonel Alibek Navrouzbekovitch Aslanbek (20 juin 2008[11] - octobre 2009[12],[13])
10. Colonel Sergueï Maximov (depuis 2021)